# 미륵사지로
미륵사지로(Mireuksaji-ro)는 전북특별자치도 익산시 금마면에서 익산시 함열읍를 잇는 95km 도로이다

## 주요 경유지
전북특별자치도
- 익산시 (금마면 . 삼기면 . 함열읍)

## 노선
전 구간 지방도 제722호선에 속하므로 이에 대한 별도 표기는 생략한다.
| 이름           | 접속 노선                          | 소재지 | 소재지 | 비고 |
| -------------- | ---------------------------------- | ------ | ------ | ---- |
| (이름없음)     | 지방도 제720호선 (무왕로)          | 익산시 | 금마면 |      |
| 서계교차로     | 미륵사지로6길                      | 익산시 | 금마면 |      |
| 상제사거리     | 지방도 제722호선 (고도길) 아리랑로 | 익산시 | 금마면 |      |
| 종평삼거리     | 도천길                             | 익산시 | 금마면 |      |
| 석불사거리     | 지방도 제718호선 (진북로)          | 익산시 | 삼기면 |      |
| 지하차도교차로 | 하나로                             | 익산시 | 삼기면 |      |
| 용왕교차로     | 국도 제23호선 (익산대로)           | 익산시 | 함열읍 |      |

## 주요 시설및 건물
- 우리카센터 (미륵사지로 29/서고도리 346)
- 미성카센터 (미륵사지로 48/서고도리 275-1)
- GS칼텍스솜리주유소 (미륵사지로 80/서고도리 203-8)
- 금마그린정비업소 (미륵사지로 90/서고도리 211-2)
- S-OIL마한주유소 (미륵사지로 121/서고도리 96-2)
- 금마119안전센터 (미륵사지로 130/서고도리 102-1)
- CU익산금마점 (미륵사지로 191/용순리 25-12)
- 엔제리너스익산미륵산점 (미륵사지로 477/기양리 217-2)
- SK에너지삼기주유소 (미륵사지로 620/기산리 386-3)
- CU익산삼기석불점 (미륵사지로 674/연동리 598-12)
- S-OIL석촌주유소 (미륵사지로 1030/용기리 1358-2)
- 현대오일뱅크현대주유소 (미륵사지로 1279/와리 6-10)